# Pesca il·legal a l'Antàrtida

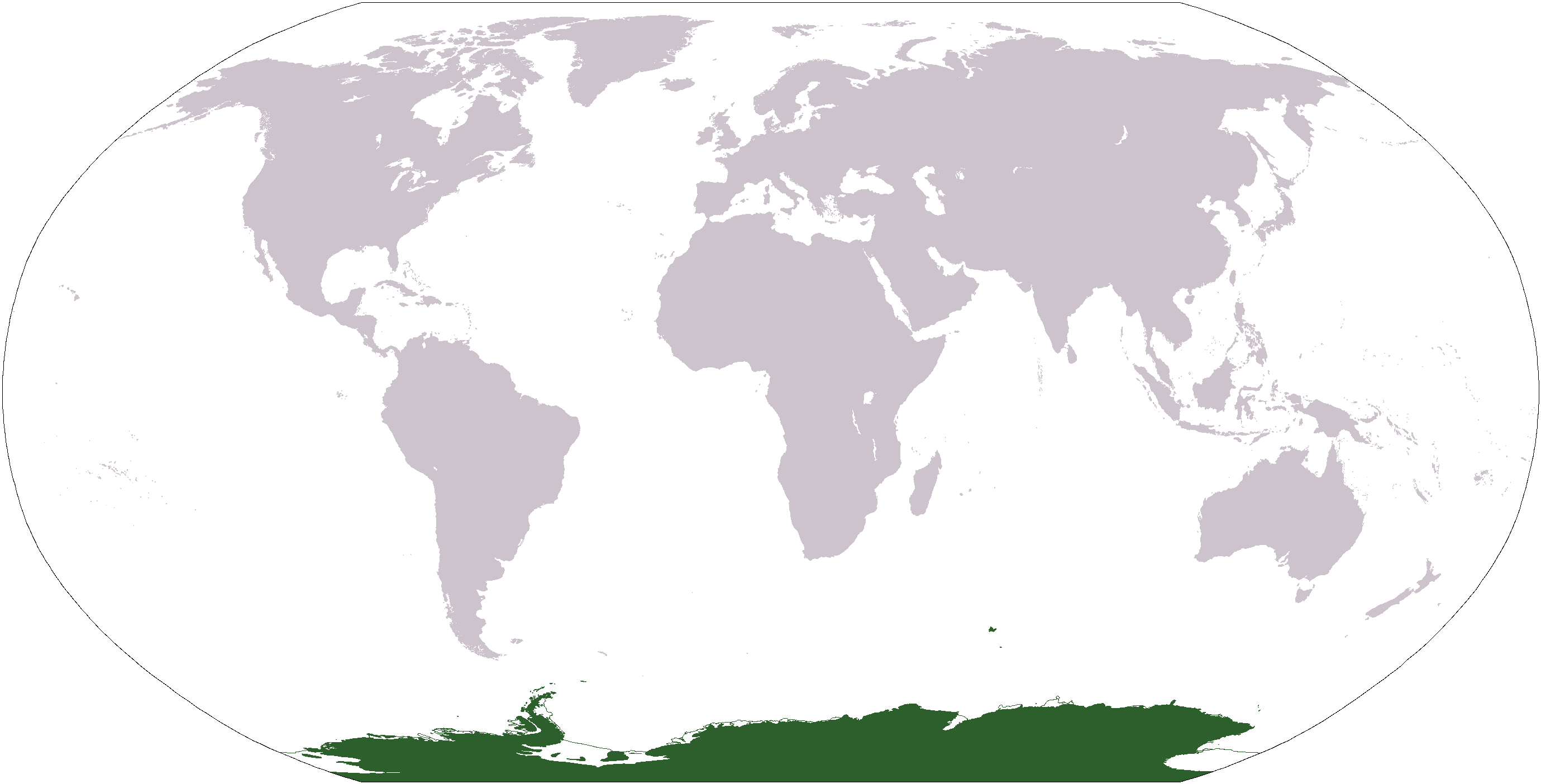
Localització de l'Antàrtida.

La pesca il·legal a l'Antàrtida és una preocupació ambiental i legal significativa a causa de l'impacte que té sobre els ecosistemes marins fràgils i la sostenibilitat de les espècies que hi habiten. Aquests ecosistemes són especialment vulnerables perquè l'Antàrtida és una de les zones més remotes i menys accessibles del planeta, cosa que dificulta la vigilància i el control de les activitats de pesca.

## Context i Importància de la Regió
L'Antàrtida és el continent més fred, sec i ventós de la Terra, i està gairebé completament cobert de gel. A causa de les seves condicions extremes, no hi ha població humana nativa, i la presència humana es limita principalment a investigadors científics que treballen en estacions de recerca. L'Antàrtida i els seus mars circumdants són alguns dels ecosistemes més remots i menys alterats per l'activitat humana, cosa que els converteix en un laboratori natural crucial per a la ciència i un refugi per a la biodiversitat.
L'oceà Austral, que envolta l'Antàrtida, és un dels ecosistemes marins més rics i diversos del món. Malgrat les temperatures gèlides i les condicions extremes, aquestes aigües alberguen una gran quantitat d'espècies marines úniques. Entre les més importants hi ha el krill antàrtic (Euphausia superba), un petit crustaci que és l'aliment principal per a moltes espècies de balenes, foques, pingüins, i altres aus marines. El krill és fonamental en la xarxa alimentària antàrtica i, per tant, la seva sobreexplotació pot tenir conseqüències catastròfiques per a tot l'ecosistema.
Altres espècies importants inclouen els bacallans de l'Antàrtida i de la Patagònia, peixos que són objecte de pesca per la seva carn de gran valor comercial. A més, l'Antàrtida és una zona de reproducció per a diverses espècies de balenes i foques, la qual cosa subratlla la seva importància per a la conservació de la fauna marina global.
L'oceà Austral juga un paper crucial en la regulació del clima mundial. Les corrents marines que circulen al voltant de l'Antàrtida, conegudes com la Corrient Circumpolar Antàrtica, ajuden a regular les temperatures i a distribuir nutrients i calor per tot l'oceà global. Aquesta corrent connecta els oceans Atlàntic, Pacífic i Índic, i té un paper fonamental en la circulació termohalina, que és responsable de transportar calor i influir en els patrons climàtics globals.

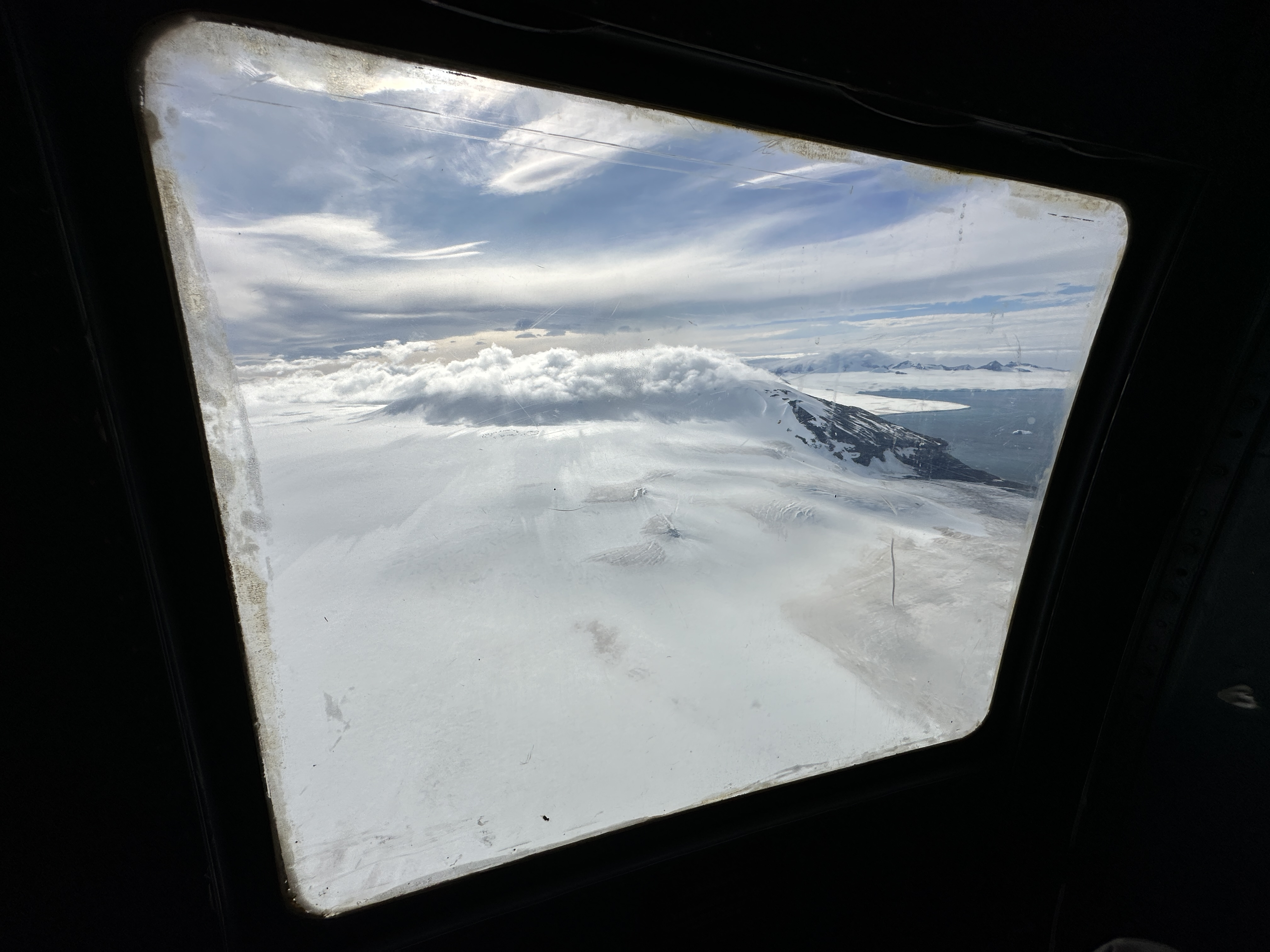
Fotografia de l'Antàrtida des de l'interior d'una estada.

El gel marí antàrtic, que es forma i es desfà anualment, també té un paper important en el balanç de calor del planeta. A mesura que el gel es fon, reflecteix la llum solar i manté les temperatures globals més fresques. Els canvis en l'extensió del gel marí poden afectar el clima en tot el món.
Tot i la seva grandària i importància, els ecosistemes marins antàrtics són extremadament vulnerables. La vida marina a l'Antàrtida ha evolucionat durant milions d'anys en condicions relativament estables, i no està preparada per afrontar canvis ràpids, ja siguin causats per l'activitat humana, com la pesca il·legal, o pel canvi climàtic.
L'extracció descontrolada de recursos com el krill o els bacallans pot desencadenar un efecte en cadena que afecta tota la xarxa alimentària, posant en perill espècies que depenen d'aquestes fonts d'aliment. A més, la contaminació per plàstics, els vessaments d'oli i altres activitats humanes poden tenir un impacte desproporcionat en aquests ecosistemes tan delicats.
L'Antàrtida és un lloc clau per a la investigació científica, especialment en l'estudi del canvi climàtic, la biologia marina i l'ecologia. A causa de la seva remota ubicació i l'escassa influència humana, ofereix als científics una visió única sobre com funcionen els ecosistemes marins en absència d'interferències humanes. Els estudis sobre les espècies antàrtiques i els seus hàbitats són crucials per comprendre els efectes del canvi climàtic i per desenvolupar estratègies de conservació que puguin ser aplicades a altres parts del món.
A causa de la seva importància global, l'Antàrtida i els seus mars circumdants estan protegits per diverses normatives i tractats internacionals. El Tractat Antàrtic (signat el 1959 i vigent des de 1961) estableix que l'Antàrtida s'ha de conservar per a la pau i la ciència, prohibint qualsevol activitat militar i promovent la cooperació internacional en la recerca científica.
La Comissió per a la Conservació dels Recursos Marins Vius de l'Antàrtida (CCAMLR), creada el 1982, és un organisme internacional específicament dedicat a la conservació de la vida marina antàrtica. La CCAMLR estableix quotes de pesca, àrees marines protegides i altres mesures per garantir la sostenibilitat dels recursos marins. No obstant això, l'aplicació d'aquestes regulacions és un desafiament, especialment a causa de la pesca il·legal.

## Objectius de la pesca il·legal
La pesca il·legal, no declarada i no reglamentada (IUU, per les seves sigles en anglès) a l'Antàrtida se centra principalment en espècies d'alt valor comercial, com el bacallà de l'Antàrtida (Dissostichus mawsoni) i el bacallà de Patagònia (Dissostichus eleginoides), també conegut com a merluza negra. Aquestes espècies són molt cotitzades en els mercats internacionals, especialment a restaurants d'alt nivell, i la seva demanda ha impulsat la pesca il·legal en aquestes aigües remotes.
Les dues espècies més buscades per la pesca il·legal a l'Antàrtida són el bacallà de l'Antàrtida (Dissostichus mawsoni) i el bacallà de Patagònia (Dissostichus eleginoides). Aquestes espècies es coneixen comercialment com a merluza negra o toothfish i són altament valorades al mercat global, especialment en la gastronomia gourmet. Els seus filets són apreciats per la seva carn rica en greix i la seva textura suau, fet que fa que siguin populars en restaurants de gamma alta, sobretot als Estats Units, Europa i Àsia.

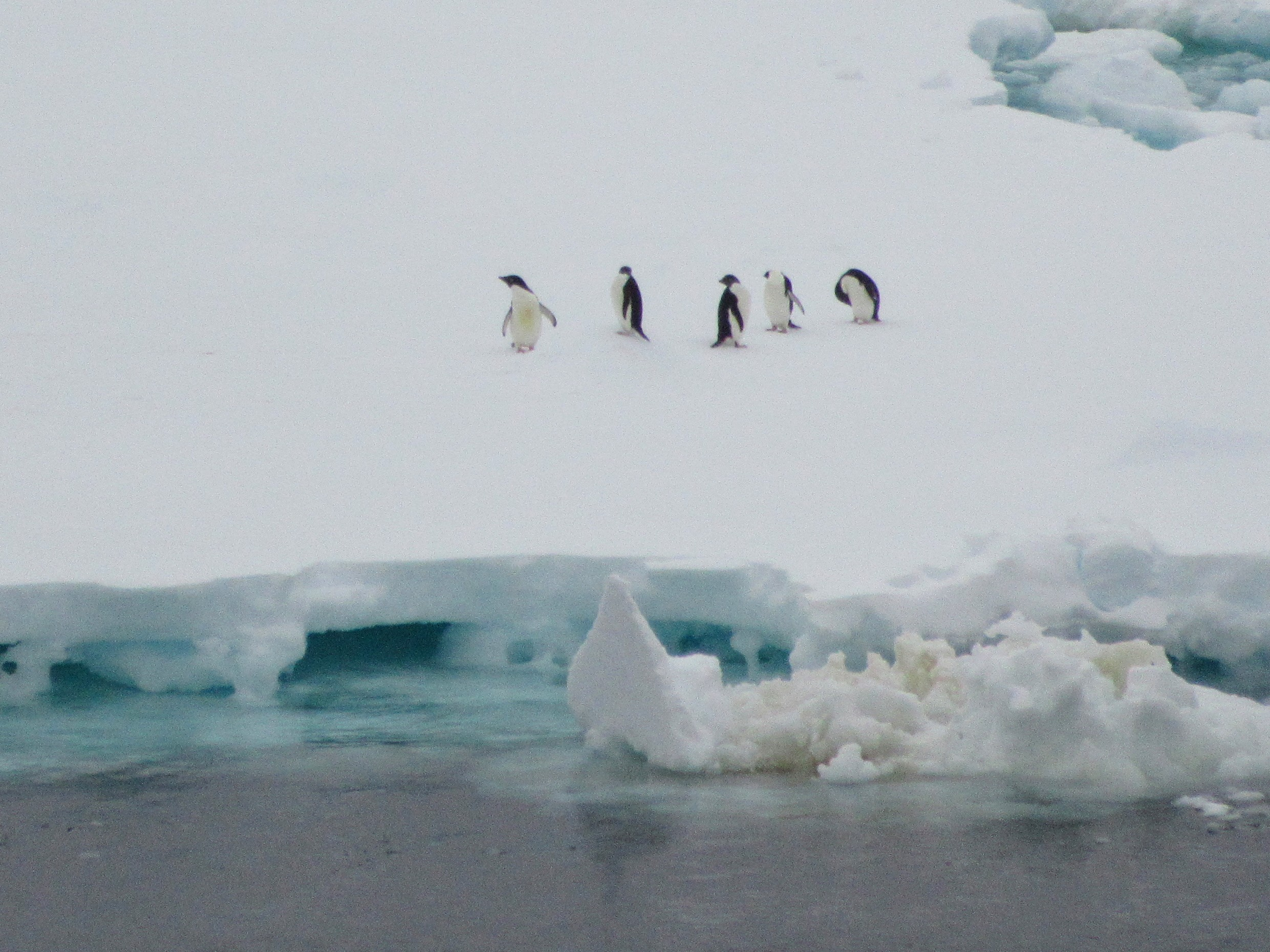
Pingüins a l'Antàrtida.

A causa de la seva alta demanda i del preu elevat que poden assolir, la pesca il·legal s'ha enfocat intensament en aquestes espècies. El bacallà de l'Antàrtida, en particular, és difícil de pescar legalment a causa de les estrictes regulacions establertes per la Comissió per a la Conservació dels Recursos Marins Vius de l'Antàrtida (CCAMLR), que intenta garantir la sostenibilitat d'aquesta espècie. Això fa que els pescadors il·legals vegin l'oportunitat d'obtenir beneficis substancials si aconsegueixen capturar i vendre aquestes espècies fora dels canals reglamentats.
L'explotació il·legal d'aquestes espècies no només afecta l'ecosistema sinó també l'economia dels països que tenen drets de pesca regulada a l'Antàrtida. Els pescadors legals, que operen sota les normatives de la CCAMLR, es veuen afectats per la competència deslleial que suposa la pesca il·legal. Aquesta competència pot provocar una disminució dels preus en el mercat i dificultar la supervivència de les operacions de pesca sostenible, afectant les economies locals que depenen d'aquest recurs.
Els vaixells que es dediquen a la pesca il·legal sovint utilitzen tècniques que són particularment destructives per al medi ambient, com ara l'ús de llargues línies d'ham o xarxes de deriva que poden capturar grans quantitats de peixos i altres espècies marines, incloses aquelles que no són l'objectiu, com ocells marins i mamífers. Aquestes pràctiques no només sobreexploten les poblacions de bacallà, sinó que també danyen greument altres espècies i habitats marins.
El bacallà capturat de manera il·legal sovint és introduït al mercat internacional a través de diverses tàctiques de blanqueig, com ara la falsificació de documents o la transbordament de les captures en alta mar, on les mercaderies es transfereixen a vaixells legals, fent que sigui molt difícil rastrejar l'origen il·legal del peix.

## Impacte Ambiental
La pesca il·legal a l'Antàrtida té un impacte devastador sobre els ecosistemes marins. La sobreexplotació d'espècies com el bacallà pot alterar greument l'equilibri ecològic, ja que moltes espècies depenen d'ell per a la seva subsistència. A més, la pesca de krill, que és una peça clau en la xarxa alimentària marina, pot afectar les poblacions de depredadors marins més grans, incloent-hi balenes, foques i aus marines.
- Ecosistemes Marins Vulnerables: L'oceà que envolta l'Antàrtida és un dels ecosistemes marins més intactes i fràgils del món.[11] A causa de les baixes temperatures i les condicions extremes, les espècies que hi viuen estan adaptades a un entorn molt específic i sovint creixen i es reprodueixen a un ritme molt més lent que en altres parts del món. Això significa que quan es produeixen alteracions, com la sobrepesca, els ecosistemes poden trigar molt a recuperar-se, si és que ho fan.

- Efectes en la Cadena Alimentària: La disminució de les poblacions de bacallà i altres espècies causades per la pesca il·legal pot tenir efectes en cadena que afecten moltes altres espècies. Per exemple, els peixos depredadors més grans que s'alimenten de bacallà podrien veure reduïdes les seves fonts d'aliment, cosa que podria provocar una disminució de les seves poblacions.[12] Al mateix temps, si es redueix la pressió depredadora sobre les preses del bacallà, com els petits peixos o invertebrats, les seves poblacions podrien créixer sense control, alterant l'equilibri ecològic.
- Pesca de Krill i el Seu Impacte: Una altra preocupació important és la pesca de krill antàrtic, un petit crustaci que és la base de la xarxa alimentària en aquestes aigües. El krill és l'aliment principal de balenes, pingüins, foques i altres espècies marines. La pesca il·legal de krill pot reduir les poblacions d'aquest crustaci, afectant la disponibilitat d'aliment per a aquests animals i posant en perill les seves poblacions.
- Sobreexplotació i Risc d'Extinció: La pesca il·legal sovint implica la captura d'espècies a un ritme molt més alt del que és sostenible. Això pot conduir a la sobreexplotació i, en casos extrems, al risc d'extinció d'aquestes espècies. Com que les espècies de l'Antàrtida solen tenir cicles reproductius més llargs i creixen més lentament, la sobrepesca pot tenir un impacte devastador i irreversible.
- Alteracions Ambiental: La pesca il·legal sovint s'acompanya de pràctiques destructives, com ara l'ús de xarxes d'arrossegament que danyen el fons marí i els hàbitats bentònics (els que es troben al fons de l'oceà).[13] Aquests danys poden destruir hàbitats essencials per a moltes espècies marines, reduint la biodiversitat i alterant l'estructura dels ecosistemes.

## Dificultats en la Vigilància i l'Aplicació de Normatives
La remota ubicació de l'Antàrtida i les seves condicions meteorològiques extremes fan que sigui molt difícil vigilar i aplicar les normatives pesqueres. Els vaixells que practiquen pesca il·legal solen operar a les zones menys vigilades i poden falsificar documents, canviar el nom dels vaixells i utilitzar altres tàctiques per evitar ser detectats.

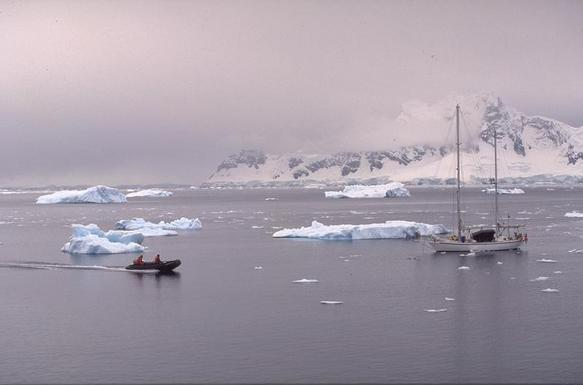
Antàrtida Argentina.

Els recursos disponibles per a la vigilància i la inspecció a l'Antàrtida són limitats. Les operacions de patrullatge i les tecnologies de monitorització, com ara els satèl·lits, són costoses i poden no ser suficients per cobrir tota l'àrea requerida. Les tecnologies de rastreig, com les transponders i els sistemes de seguiment de vaixells, no sempre són efectives per identificar i controlar les activitats il·legals, especialment si els vaixells utilitzen tècniques per evadir la detecció.
Els vaixells dedicats a la pesca il·legal sovint utilitzen tàctiques per evitar ser detectats, com ara:
- Canvi de Nom i Identificació: Els vaixells poden canviar el seu nom o número d’identificació per dificultar el seu rastreig.
- Manipulació de Documentació: Falsificació de documents o declaracions falses sobre les seves activitats pesqueres.
- Operacions en Zones Menys Vigilades: Pesquen en àrees que estan menys vigilades o durant períodes en què la vigilància és menys activa.

La pesca il·legal a l'Antàrtida és una qüestió global que requereix cooperació entre diversos països i organitzacions. No obstant això, la coordinació entre les nacions i les autoritats competents pot ser complexa i lentament efectiva. Cada país pot tenir diferents prioritats i recursos per afrontar la pesca il·legal, cosa que pot afectar l'eficàcia de les mesures globals.
Encara que la Comissió per a la Conservació dels Recursos Marins Vius de l'Antàrtida (CCAMLR) estableix regles i normes per gestionar la pesca a l'Antàrtida, l'aplicació efectiva d'aquestes normatives pot ser difícil. Les sancions contra els infractors poden ser insuficients per desincentivar la pesca il·legal, especialment si els vaixells que practiquen activitats il·legals operen en l'anonimat i fora del control directe.
A l'Antàrtida no hi ha infraestructura de pesca legal ni serveis de suport adequats per als vaixells, cosa que significa que els recursos destinats a la supervisió i aplicació de lleis són escassos i sovint insuficients. A més, la manca d’infraestructura pot dificultar les operacions de seguiment i investigació de les activitats pesqueres.
Algunes organitzacions no governamentals (ONG) i grups internacionals estan treballant per millorar la vigilància i l’aplicació de normatives mitjançant campanyes de conscienciació, recollida de dades i pressió sobre els governs per adoptar mesures més estrictes contra la pesca il·legal. Aquestes accions poden incloure el seguiment mitjançant tecnologies com la detecció per satèl·lit i la denúncia de pràctiques il·legals.

## Normatives i Tractats Internacionals
La pesca a l'Antàrtida està regulada per la Comissió per a la Conservació dels Recursos Marins Vius de l'Antàrtida (CCAMLR, per les seves sigles en anglès), un organisme internacional que estableix les quotes de pesca i les àrees protegides per garantir la sostenibilitat dels recursos marins. No obstant això, l'aplicació d'aquestes normatives és complicada a causa de la falta de recursos per a la vigilància i el compliment de les lleis.
La CCAMLR estableix diverses regulacions i mesures per controlar la pesca, incloent:
- Quotes de pesca: La CCAMLR defineix quotes específiques per a les captures de diferents espècies, com el bacallà de l'Antàrtida i el krill. Aquestes quotes són revisades periòdicament basant-se en estudis científics per assegurar-se que les poblacions pesqueres no es sobreexplotin.Cases temporals a l'Antàrtida.

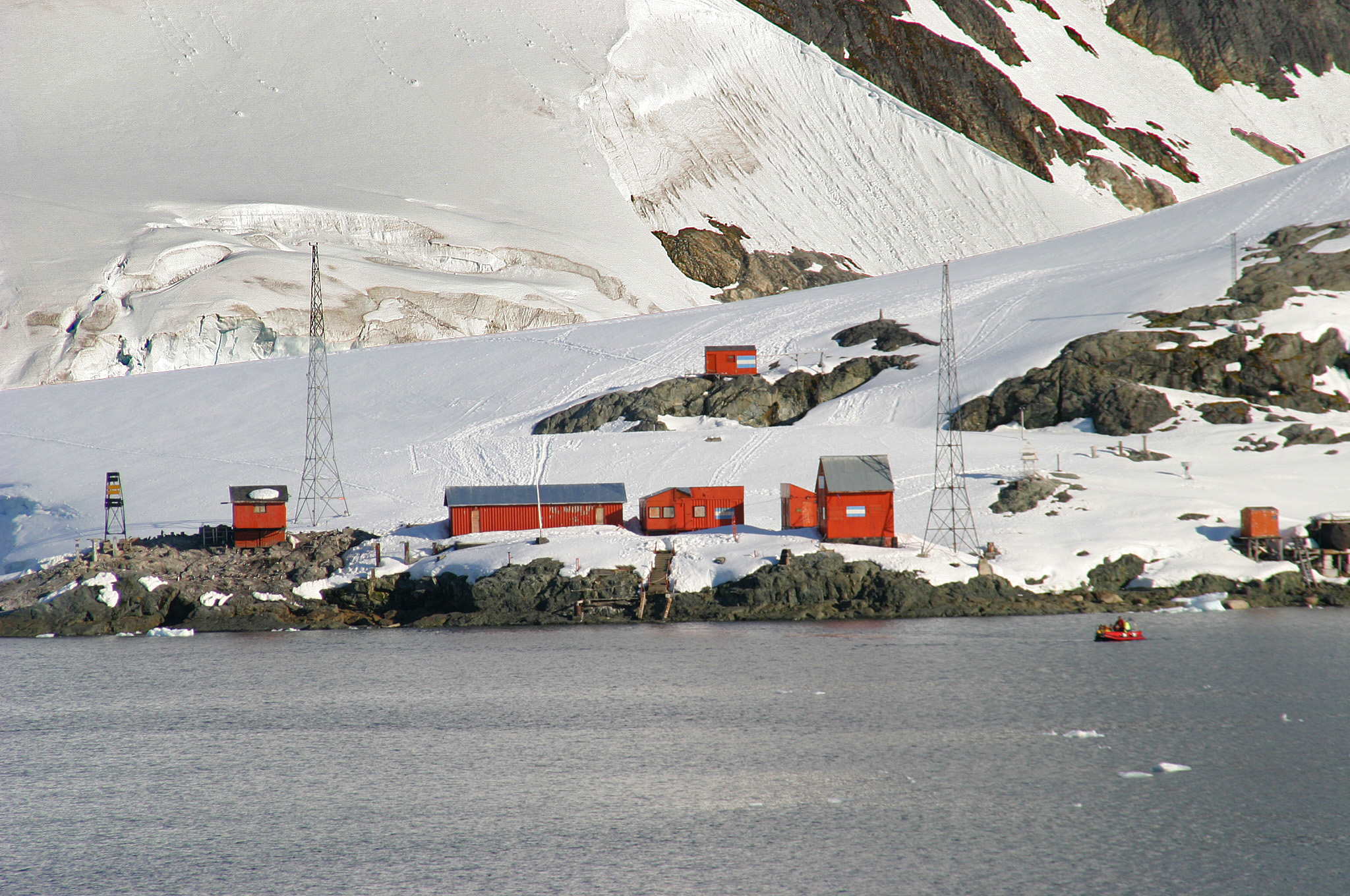
Cases temporals a l'Antàrtida.

- Zones de protecció: Algunes àrees de l'oceà Austral estan designades com a zones de protecció o àrees marines protegides per preservar hàbitats crucials i garantir que les activitats pesqueres no afectin negativament les espècies i ecosistemes vulnerables.
- Regles d'informe: Els vaixells de pesca han de registrar les seves activitats i presentar informes detallats sobre les captures i les àrees on pesquen. Aquestes dades ajuden a monitorar les poblacions marines i assegurar-se que es compleixen les quotes establertes.

Malgrat les regulacions establertes, la implementació efectiva de les normatives és un repte. Algunes dificultats inclouen:
- Recursos limitats: La vigilància i el control a l'Antàrtida són difícils i costosos a causa de les condicions meteorològiques extremes i la remota ubicació. Això limita la capacitat per monitorar i intervenir en temps real.
- Pesca il·legal, no declarada i no reglamentada (IUU): La pesca IUU sovint evita els controls oficials mitjançant tàctiques com el canvi de nom dels vaixells, l'ús de documentació falsa o l'operació a zones no regulades. Els vaixells implicats en la pesca IUU solen operar fora dels àmbits de control establerts per la CCAMLR.

## Cooperació Internacional
Diversos països col·laboren en la lluita contra la pesca il·legal a l'Antàrtida mitjançant operacions conjuntes de patrullatge marítim, intercanvi d'informació i sancions als infractors. A més, algunes ONG i organitzacions mediambientals treballen per documentar i denunciar aquestes activitats il·legals.
Els països involucrats en la regulació de la pesca a l'Antàrtida comparteixen informació sobre activitats sospitoses, les rutes de pesca il·legal conegudes i les tàctiques utilitzades per evadir la detecció. L'intercanvi d'informació entre agències nacionals i organitzacions internacionals ajuda a coordinar els esforços per interceptar vaixells il·legals i aplicar les lleis.
Els països que detecten vaixells de pesca il·legal poden imposar sancions, com la confiscació de les captures, multes significatives o fins i tot la detenció dels vaixells i la seva tripulació. A nivell internacional, hi ha acords per imposar sancions a les nacions que permeten o faciliten la pesca il·legal, com la retirada de les autoritzacions de pesca i sancions econòmiques.
La cooperació internacional també inclou esforços per educar als pesquers i als consumidors sobre la importància de la pesca sostenible i els riscos associats amb la pesca il·legal. Les campanyes de conscienciació ajuden a reduir la demanda de productes obtinguts de manera il·legal i promouen pràctiques de pesca responsables.
Els mecanismes de resolució de conflictes i l'arbitratge internacional poden ser utilitzats per resoldre disputes entre països sobre la pesca il·legal i les mesures a prendre. Això pot incloure mediació per arribar a acords sobre la cooperació en la vigilància i l'aplicació de les lleis.